# Константинопольский договор (1479)
Константинопольский договор 1479 года — мирный договор, заключённый между Османской империей и Венецианской республикой в Константинополе 25 января 1479 года. Это был третий договор между этими государствами после падения Константинополя в 1453 году, он следовал за Наксосским договором и мирным договором 1468 года.
Договор завершил 16-летнюю войну между Венецией и Османской империей, начавшуюся в 1463 году. Он был подписан после того, как турки заняли венецианские земли в Адриатическом море.

## Условия договора
Договор был подписан на следующих условиях:
1. Османская империя уступала замки Корфу, Кровили и замки фанариотов Теспротия и Сопот. Все четыре упомянутых замка были заняты греками в 1473 году с согласия и при поддержке венецианцев.
2. На Далматинском побережье за венецианцами сохранялись Дураццо и Улцинем, но они обязались снять осаду Шкодера (современная Албания) и вернуть султану все замки в Морее, занятые в ходе войны.
3. Венеция уступала остров Лемнос, Негропонт на острове Эвбея и город Аргос.
4. Венеция обязалась выплачивать Османской империи ежегодно 10 000 дукатов для разрешения венецианской торговли в Чёрном море.

Договором за Венецией также были признаны важная крепость Лепанто и города Нафплион, Монемвасия, Корони, Метони и Наварин. Также была назначена Специальная комиссия, которая должна была определить границы этих районов. Переговоры (переписка) велись с января 1479 по апрель 1481 года на греческом языке, ставшем впоследствии официальным языком Османской империи.
При распределении земель по договору, Крит был передан царю Салоник Бонифацию, который вскоре в нарушение договора продал остров венецианцам по весьма скромной цене.

## Итог
Константинопольский договор завершил сделку по приобретению Венецией греческих островов: Ионических островов (Корфу, Паксос и острова архипелага), Северных Спорад, Тиноса, Миконоса из состава Киклад и Крита.
В 1482 году договор был дополнен очередным Константинопольским договором. Договор был нарушен султаном Баязидом II в ходе последующей войны 1499—1503 годов.